# Embovedado del Río Darro

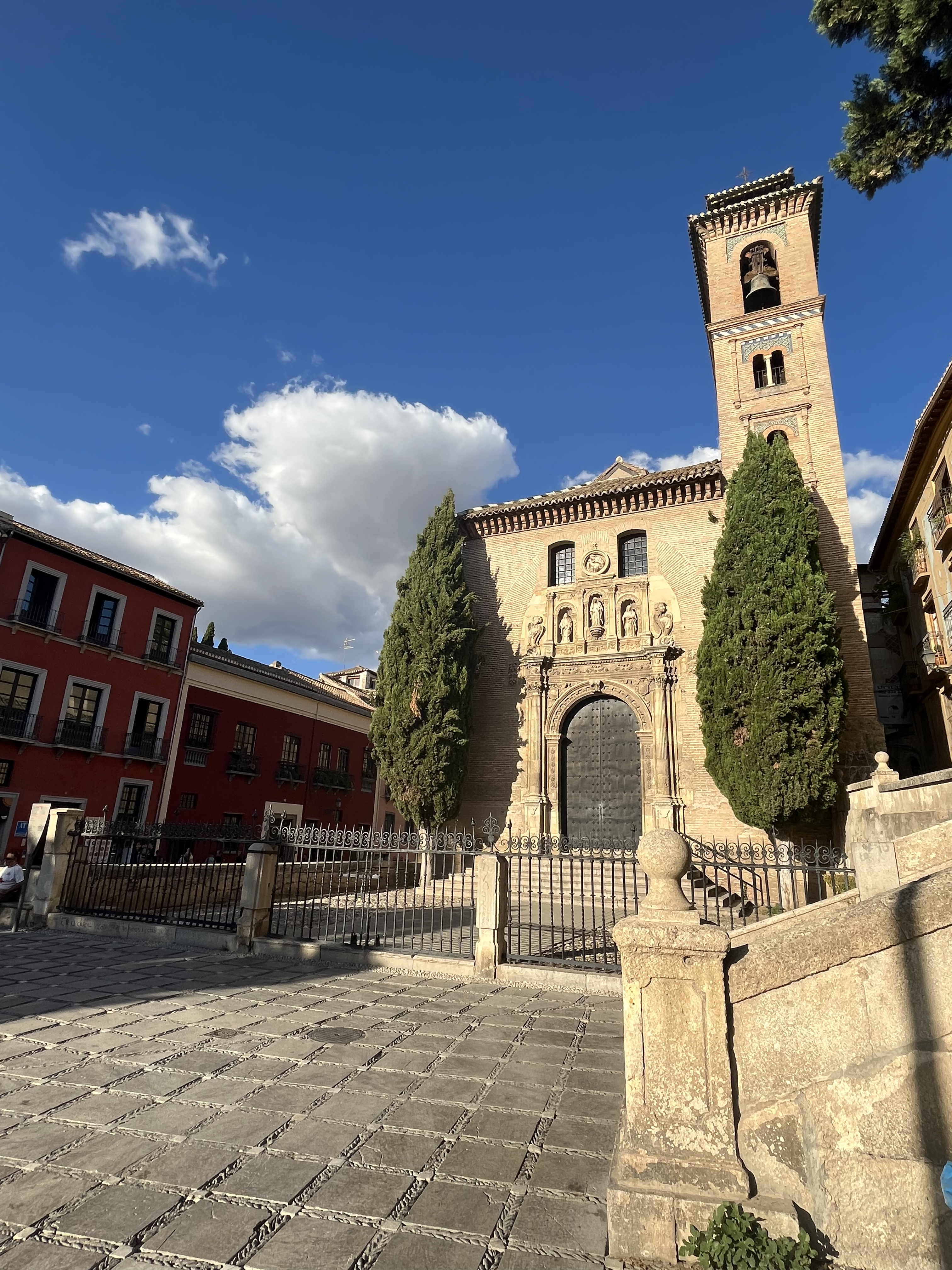
El embovedado comienza junto a la iglesia de San Gil y Santa Ana. En la foto, a la izquierda de la iglesia.

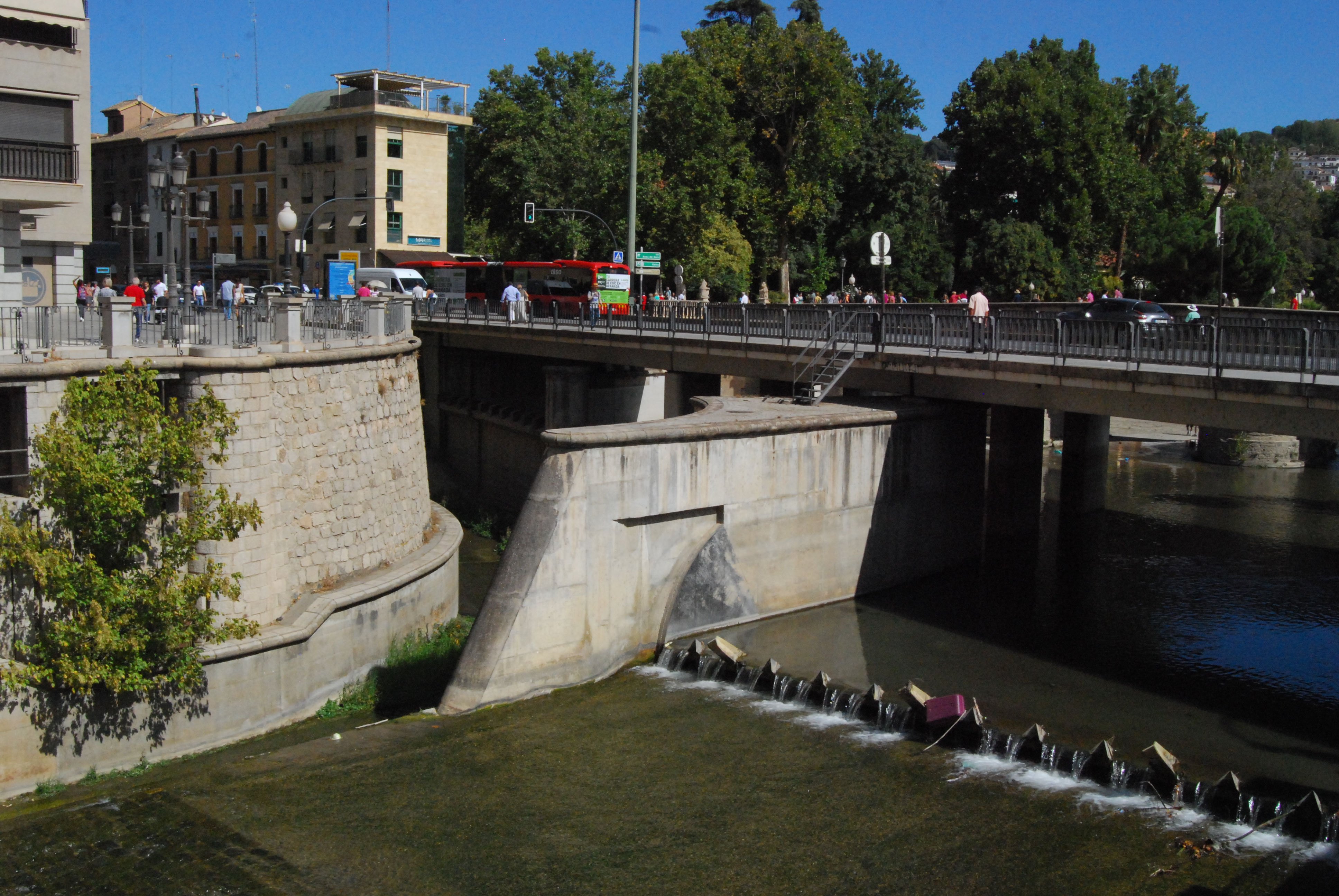
Desembocadura del Darro en el Genil, junto a los puentes Blanco y Romano, vista desde el paseo del Violón.

El embovedado del río Darro se refiere a la obra de canalización y cobertura del río Darro en la ciudad de Granada, Andalucía, España. 
La canalización o embovedado del río implicó construir estructuras para cubrir y encauzar el curso de agua con el objetivo de utilizar el espacio para calles, edificaciones y otros fines urbanos.

## Historia
A lo largo de los años, las ciudades experimentan cambios en sus estructuras urbanas para adaptarse a las necesidades de crecimiento y desarrollo. En el caso del río Darro, su embovedado fue parte de un proyecto de urbanización que buscaba crear espacio y suelo urbano para la expansión de la ciudad.
Iniciado con la ampliación del puente islámico del Baño de la Corona, se extendió a lo largo del siglo XVI, transformando plaza Nueva en un importante espacio urbano. Las obras de la primera fase tuvieron lugar entre 1854 y 1884, mejorando la modernización y salubridad del centro de la ciudad. Entre 1936 y 1938 se finalizó la cobertura del tramo final en la Acera del Darro.
Este embovedado, además de su importancia urbanizadora, conserva restos de puentes islámicos como el antiguo puente de los Pescaderos y el puente del Baño de la Corona, proporcionando una visión única de la historia de Granada bajo sus bóvedas.
Las obras de embovedado tuvieron impactos tanto positivos como negativos en el medio ambiente y en el paisaje urbano. Permitieron un mejor uso del suelo, pero también afectaron a los ecosistemas acuáticos y alteraron el flujo natural del río.[¿según quién?]